# 和寒町
和寒町（日语：／ Wassamu chō）是位於日本北海道上川綜合振興局中部、名寄盆地南端的町，與鄰近的比布町以鹽狩峰相隔。當地以農業為主，盛產南瓜、高麗菜和蘆筍，其中南瓜的種植面積為全日本第一，當地在冬季也出產被稱為「越冬洋白菜」的高麗菜。
和寒的名稱過去也曾被寫為「輪寒」或「和參」，源自阿伊努語的「日语： at-sam」，意思是「榆樹的旁邊」。

## 歷史
- 1899年（明治32年）、鐵路（現在的宗谷本線）至和寒路線開通。[2]
- 1915年4月1日：從劍淵村（現在的劍淵町）分村。
- 1952年：改制為和寒町。

## 交通

### 機場
- 旭川機場（位於東神樂町）

### 鐵路
- 北海道旅客鐵道
  - 宗谷本線：鹽狩車站 - 和寒車站

### 道路
| 高速道路 - 道央自動車道：和寒交流道 國道 - 國道40號 主要道道 - 北海道道48號和寒幌加內線 - 北海道道99號和寒鷹棲線 | 道道 - 北海道道251號雨龍旭川線 - 北海道道545號三和劍淵線 - 北海道道639號上士別和寒線 |

## 觀光景點

### 景點
- 三笠山自然公園
- 全日本丟沙包大賽
- 和寒町鄉土資料館

### 文化財
和寒町指定的文化財有：人民車站（日语：ペオッペ駅）遺址，和寒神社的神樂面具和稚兒舞。

## 教育

### 高等學校
- 道立北海道和寒高等學校（2010年廢校)

### 中學校
- 和寒町立和寒中學校[4]

### 小學校
- 和寒町立和寒小學校[5]

## 外部連結
- （日語）道北觀光聯盟 - 和寒町
- （日語）鹽狩蘑菇生產工會（页面存档备份，存于）
- （日語）鹽狩峰紀念館
- （日語）和寒町移民情報
- （日語）和寒町商工會
- （日語）和寒町商工會青年部（页面存档备份，存于）